# 季詩傑
季詩傑（英語：Gavin Kwai），前香港大律師，現事務律師，畢業於香港城市大學法律系及香港大學法律系，前社會民主連線成員，曾任該黨秘書長。

## 個人簡歷
- 1994年，畢業於九龍鄧鏡波學校，考入香港城市大學法律系。早年就讀天主教領島學校。[註 1]
- 1998年，畢業後加入香港特區政府機動部隊總部任職行政主任。
- 1999年至2001年，取得大律師資格，投考政務主任獲取錄，出任灣仔民政事務助理專員。
- 2001年，出任經濟發展及勞工局助理秘書長、衞生福利及食物局任職助理秘書長。
- 2003年香港區議會選舉，以政務主任身份，協助民建聯灣仔支部孫啟昌於鵝頸拉票。該區最後由民主黨 (香港)李繼雄勝出。
- 2004年的香港地鐵縱火案中，因阻止疑犯作案而一舉成名，被傳媒廣泛報導，報紙稱之為西裝友。
- 2005年至2009年，離開香港政府，結束六年的政務官生涯。師從廖長江任見習大律師，在「匯賢智庫」等機構任法律顧問。
- 2008年，年底加入社會民主連線。
- 2009年6月21日，參與區議會灣仔鵝頸選區補選，可惜落敗。
- 2010年1月31日，當選社會民主連線第三屆秘書長。
- 2010年4月，申請放棄大律師資格，打算重新見習兩年，轉做時間較有彈性的事務律師，加盟大學同學的律師樓，以全力發展政治事業。[1]
- 2010年11月4日，辭去社會民主連線秘書長一職，但仍保留行委會職務。
- 2010年11月29日，因與前主席黃毓民意見相左，在其Facebook提出退出社會民主連線。[2]
- 2011年，因為黃毓民、陳偉業等成員離開社民連並自組人民力量，季詩傑因此申請重返社民連，不過被社民連行委會高票否決重新入黨申請。[3]
- 2011年香港區議會選舉中，以獨立人士出選港島南區海怡西選區，最終以42票低票落敗。
- 2013年，見習期滿，任正式事務律師。

## 喝止地鐵縱火狂徒
季詩傑於2004年因喝止65歲老翁嚴金鐘在地鐵車廂內縱火而聲名大噪，被譽為「救火英雄」，並因而獲得好市民獎，以及頒予「行政長官社區服務獎狀」，但他拒絕授勳。這是香港史上首宗列車縱火案，事發2004年1月5日，當時任職經濟發展及勞工局助理秘書長的季詩傑28歲，平日多以私家車代步，因當日要到中區政府總部開會改乘地鐵。
當時列車仍在隧道行駛中，車廂內逾千乘客紛紛向車尾亡命逃生，情況生死一線，列車在一分鐘後到達月台打開車門，乘客終能逃出生天，縱火狂徒則乘亂逃去，事件中14名乘客受傷。
翌日香港蘋果日報以「列車1200人生死60秒 14人送院 狂徒火彈襲地鐵」為標題報導該事故，引述多名目撃者的描述案發經過，並沒有透露季詩傑的身份，只有提及「事後多名目擊者到警署提供資料，其中包括當時亦在第一卡車廂的一名姓季的政務主任。」
2004年1月7日香港蘋果日報以頭條 「喝止狂徒 避免地鐵一場大災難 西裝友現身：我不是英雄」大篇幅報導：任職公務員的「西裝友」季詩傑喝止縱火狂徒，稱讚季詩傑是一位見義勇為的「西裝友」，和一位臨危不亂的車長張振斌力挽狂瀾。
事後季詩傑稱自己不是英雄，認為在車廂內守望相助的乘客才是香港的驕傲。「大家搵到咗我，但係可能搵唔到好多無名英雄。」
直至2010年接受東周刊訪問回憶當年時件表示：「特首每年都會授勳兼頒發英勇勳章，阿董當時亦想頒一個給我，禮賓處打電話通知我，但我覺得無必要攞，嗰次應該係禮賓處第一次食檸檬，第二日返工，老頂就走來『詐型』。」授勳事件後，他深知這種頂撞性格不合政府，翌年終於辭職。

## 2009年區議會補選
民主黨李繼雄因詐騙罪於2009年2月入獄，喪失了直至2011年的灣仔區鵝頸區區議員資格，故於2009年6月21日進行補選填補空缺。
在選舉前數月，季詩傑由社民連安排空降鵝頸選區，他當時的優勢是擁有的｢地鐵英雄｣的稱譽，以及前政務官的背景，但地區工作經驗相對上較少。該次補選泛民派出多位明星級議員協助季詩傑拉票，曾屬民主黨的前議員李繼雄，出獄後也曾聯絡自己的支持者支持季詩傑。但是，泛民陣營的政黨未有動員全部力量助選，例如公民黨部份核心成員未有出來助選，也不以公民黨的名義支持社民連。種種原因下，加上社民連在港島的勢力較弱，未有得到泛民政黨全力支持，親泛民的傳媒也未就今次補選進行選舉宣傳和選舉動員。
另一參選人是民建聯的鍾嘉敏，她擁有多年社區工作經驗，2007年香港區議會選舉灣仔區鵝頸選區選舉，她只以150票之差敗於民主黨的李繼雄。最後，鍾嘉敏得1,061票（65.70%），季詩傑得544票（33.68%），鍾嘉敏以517票擊敗季詩傑，勝出是次補選。
香港調查研究中心分析指，選前數月才空降選區的季詩傑，仍可憑著社民連的招牌和個人聲譽，加上個別泛民人士支持，仍可取得544票。倘若季詩傑補選後仍留在選區開展地區工作，並獲得泛民派選民以至中間選民的支持，再加上泛民派成功協調及全力輔選，不排除在2011年換屆選舉季詩傑有機會取得更多票數撃敗對手。

## 社民連內訌及辭去秘書長
2010年政改方案獲得通過後，社會民主連線內訌日趨白熱化 ，在2010年11月7日第二次特別會員大會前，以「為了解決種種無故的爭議，作為漩渦的中心，我決定辭去秘書長一職，讓社民連能繼續上路，避免更多極不必要的爭拗」為由，辭去秘書長一職。
季詩傑在辭職信上表明，因自己根不正、苗不紅，當過政務官，又曾為民建聯助選，故被某些人懷疑是中國共產黨黨員，自己都不作回應，也不會怪誰。　
季事後向傳媒承認，明白黨內糾紛矛頭指向他，故決定請辭，給某些人士一個「下台階」，以免於星期日的特別會大上以任亮憲為首「倒閣派」輸得尷尬失禮。而且黨內人事關係太複雜，令其覺得煩惱，但不會因此退黨並會保留行委會職務，因為認同黨的理念，但他相信自己留下來仍會有人不滿，能否平息內亂則「不會寫包單」。被問到倒閣事件會否窒礙他參選區議會的意欲，季則表示：「由始至終，只要佢老哥任亮憲出聲，我都唔會同佢爭位。辭職同參選兩件事唔可以混為一談！」
最後，社民連於2010年11月7日於灣仔會議展覽中心，召開第二次特別會員大會，歷時7小時，議程之一是解散並重選內閣。大會最終以111票贊成、170票反對，否決由成員任亮憲提出的倒閣動議。

## 被女友襲擊事件
2009年12月27日早上9時許，與其63歲母親同住的銅鑼灣希慎道2至4號蟾宮大廈11樓寓所內，與其26歲黃姓女友因感情問題發生爭執，並遭其女友以一把9吋長菜刀連劈3刀受傷。
起因疑是女友發現他在社交網站Facebook內，與一名自稱妹妹的女子有親密照片，醋火中燒，2009年12月27日凌晨先到銅鑼灣季詩傑有份開設的樓上酒吧（灣仔耀華街百樂中心的「Club Fondle」）大興問罪之師，擲酒杯搗亂及虛報有火警以逼其現身。警員到場證實火警屬虛報，以刑事毀壞罪名拘捕黃女返灣仔警署，黃被扣留至早上8時，由季詩傑安排律師擔保外出。事後酒吧負責人確認被告當時造成的損毀約118,000元，但因他與季稔熟所以不予追究。
之後季帶女友返自己的寓所。在女友搗亂後，於個人社交網站Facebook留言：「愛是恐怖主義嗎?」。數小時後，兩人在單位見面即為感情問題爭執。季即疑被女友衝入廚房取出菜刀連劈帶三刀，身受重傷，中刀後逃入睡房內，大批警員接報到場，當場在單位內將一名持刀女子制服，並發現季的胸口、下顎及左手分別被斬傷及刺傷，其中一刀更是刺入右胸，幸未有傷及心臟。他送院時呈半昏迷，經在律敦治醫院搶救後，再轉送往瑪麗醫院留醫。
季詩傑晚上醒來後，又再在Facebook上留言，講出自己在事件中的感受，表示自己已沒有大礙，「各位有心。小弟情況ok.，只係為她（女友）傷心！大家亦不要太怪責佢，我深信她不是存心傷害。我現在處於很困擾的心情。我很愛她亦很怕她」。涉嫌刺傷他的女友，當晚被落案起訴一項傷人罪，於12月28日在東區法院提堂。裁判官批准她以50,000元保釋，但嚴禁她進入季詩傑身處的地方，包括醫院、辦公室和酒吧。
其後，由於季不肯替警方錄取供詞，律政司研究案件後，決定撤銷女被告的有意圖而傷人控罪，改控她虛報火警罪。

## 再次遇襲
2010年4月3日，飲酒後返抵希慎道住所樓下遭兩名兇徒伏擊，拳毆腳踩及被打臉部，被打致頭腫面青。報警被送院，留醫一日後出院，但季根本認不出是誰人行兇。警方最後緝拿25歲地盤水泥工人馮偉安，控以襲擊致造成身體傷害罪。案件於7月2日開審，被告承認於因曾與季在酒吧爭執而結怨，事發當日他酒後在街上遇見季，便與同行人士向季施襲。法庭認為季傷勢嚴重，被告糾黨行兇罪加一等，判處入獄4個月。

## 2011年區議會選舉
季詩傑於2011年香港區議會選舉中，以獨立人士出選港島南區海怡西選區，最終以42票超低得票敬陪末席落選。
| 候選人編號 | 候選人姓名     | 政黨     | 得票 |
| ---------- | -------------- | -------- | ---- |
| 1          | 馮煒光（當選） | 民主黨   | 1906 |
| 2          | 林雨陽         | 人民力量 | 182  |
| 3          | 施俊輝         | 新民黨   | 1894 |
| 4          | 季詩傑         | 獨立     | 42   |

## 外部連結
- 季詩傑稱認同社民運在議會的表現（页面存档备份，存于）
- 季詩傑加入社民連的因由（页面存档备份，存于）
- 季詩傑的故事（页面存档备份，存于）